# Трећи светски рат (албум)
Трећи светски рат је заједнички студијски албум Мете и Скај Виклера. Објављен је 29. новембра 2019. под независном издавачком кућом Аристократ Музик из Београда. Албум је најављен синглом „Зима” који је објављен крајем новембра 2018. године.
На албуму се налази 12 пјесама, а као гости се појављују Кенди (на пјесмама „Ниси важна” и „Ход срама”) и Марко Мандић (на пјесми „Водићу те”).

## Пјесме
| Бр. | Назив пјесме      | Извођачи                              | Трајање |
| --- | ----------------- | ------------------------------------- | ------- |
| 1.  | Најјачи у граду   | Мета и Скај Виклер                    | 02:57   |
| 2.  | Пожари над градом | Мета и Скај Виклер                    | 04:05   |
| 3.  | Добар сам         | Мета и Скај Виклер                    | 03:44   |
| 4.  | Зима              | Мета и Скај Виклер                    | 03:50   |
| 5.  | Коцка             | Мета и Скај Виклер                    | 03:48   |
| 6.  | Ниси важна        | Мета и Скај Виклер feat. Кенди        | 03:01   |
| 7.  | Амонијак          | Мета и Скај Виклер                    | 04:25   |
| 8.  | Пакао             | Мета и Скај Виклер                    | 03:30   |
| 9.  | Трећи светски рат | Мета и Скај Виклер                    | 03:19   |
| 10. | Водићу те         | Мета и Скај Виклер feat. Марко Мандић | 02:52   |
| 11. | Ход срама         | Мета и Скај Виклер feat. Кенди        | 04:13   |
| 12. | Болне тачке       | Мета и Скај Виклер                    | 02:35   |